# Georg Festl
Georg Festl (* 2. Dezember 1987 in Nürnberg) ist ein deutscher Opernsänger in der Stimmlage Bass-Bariton.

## Leben
Georg Festl studierte an der Hochschule für Musik Würzburg bei Endrik Wottrich und Christiane Iven. Während seines Studiums gastierte er am Mainfrankentheater Würzburg und wurde Ensemblemitglied des Staatstheater Augsburgs. Seit 2017 ist er Ensemblemitglied des Staatstheater Darmstadts und trat u. a. als Figaro in Le nozze di Figaro, Frank in Die Fledermaus und in der Titelrolle von Messiaens Saint François d'Assise auf. 
Mit der Partie des heiligen Franziskus erhielt Festl von der Presse großen Zuspruch. Die Produktion galt als „grandioser Erfolg“. 2024 sang Festl in der Uraufführung der deutschsprachigen Übersetzung von Pierangelo Valtinonis Il piccolo principe des Piloten.
Seit 2020 ist Festl mit dem Ensemble The Opera Men bei Decca Records unter Vertrag.

## Rollen (Auswahl)
- Auber: La muette de Portici – Pietro
- Mozart: Le nozze di Figaro – Figaro
- Mozart: Die Zauberflöte – Papageno
- Messiaen: Saint François d’Assise – Saint François
- Debussy: Pelléas et Mélisande – Golaud
- Puccini: La Boheme – Schaunard
- Strauss: Die Fledermaus – Frank
- Valtinoni: Der kleine Prinz – Der Pilot

## Diskografie
- Randy Newman: When She Loved Me. Auf "Disney goes Classical" mit dem Ensemble "The Opera Men", Royal Philharmonic Orchestra, Dirigentin: Sally Herbert. Decca, 2020
- Amy Beach: Lieder auf Unerhört! Begegnungen mit Komponistinne. Mit Jana Baumeister, Georg Festl, Cathrin Lange, Solgerd Isalv, Juliana Zara. Klavier: Jan Croonenbroeck, Giacomo Marignani, Irina Skhirtladze, Neil Valenta, Alice Zorzit. Staatstheater Darmstadt, 2023.